# Tata Indigo
La Tata Indigo è una berlina compatta prodotta dalla casa automobilistica indiana Tata Motors a partire dal 2002. Prodotta anche nella variante station wagon la Indigo è stata importata in Italia solo dal 2004. Nel 2009 è stata presentata la seconda generazione denominata Indigo Manza la quale va ad affiancare la precedente serie rimasta in produzione.

## Prima serie (dal 2002)
La prima serie di Indigo debutta nel 2002 come versione berlina tre volumi della Indica. Disegnata in Italia dalla I.DE.A Institute la vettura viene classificata in India come compatta di lusso a causa del prezzo non proprio popolare e maggiore rispetto alla Indica. La versione station wagon cinque porte denominata Indigo Marina debutta al Salone Internazionale di Nuova Delhi nel 2004 e quest'ultima versione sarà importata anche in Italia sotto il nome Indigo SW. Sul mercato locale nonostante il prezzo elevato riscontra subito un discreto successo.
La station wagon è dotata di un bagagliaio con un volume di 450 litri che salgono a 1.370 con il divano posteriore reclinato. Il pianale di base è lo stesso della Tata Indica (condiviso anche con la Rover CityRover) ma è stato modificato per adattarsi al meglio alla maggiore mole dell'autovettura, in particolare il passo è stato incrementato fino a 2,45 m in modo da poter ottenere un abitacolo più ampio e il retrotreno dell'auto è stato riprogettato. Tutte le Indigo dispongono di un cambio manuale a cinque rapporti e della trazione anteriore. Dal punto di vista tecnico tutte le Indigo adottano sospensioni anteriori configurate secondo lo schema a ruote indipendenti con montante telescopico MacPherson e barra antirollìo mentre al posteriore vengono adottate sospensioni a ruote indipendenti MacPherson a tre bracci tiranti con barra stabilizzatrice. L'impianto frenante sfrutta per l'avantreno dei dischi autoventilati mentre per il retrotreno dei tamburi.
la Indigo nel corso del tempo subisce numerosi aggiornamenti con l'ingresso di inedite varianti di carrozzeria, nel 2005 viene presentata la Indigo SX ovvero la versione di punta dotata di finiture interne bicolori e numerosi accessori di serie quali radio CD con interfaccia LCD e lettore DVD. Questa Indigo SX non sarà importata in Europa ma sarà venduta solo in alcuni paesi dell'Asia.
Nel 2007 debutta la Indigo XL con carrozzeria berlina allungata fino a 4,38 metri e un passo di ben 2,65 metri (20 cm in più). Questa versione è dotata di interni in pelle e plastiche simil radica, lettore DVD con schermi a cristalli liquidi integrati nei poggiatesta anteriori, braccioli anteriori e posteriori con portacalici, impianto stereo con bluetooth, presa da 12 Volt, cassettino anteriore refrigerato, impianto di climatizzazione separato con diffusore posteriore e regolazione autonome dei cinque posti a sedere. Il motore è un 1.4 16V quattro cilindri da 101 cavalli alimentato a benzina oppure un 1.4 quattro cilindri turbodiesel common rail della famiglia Dicor erogante 70 cavalli.
Nel 2008 al Salone di Nuova Delhi la Tata Motors presenta la Indigo CS (sigla di Compact Sedan) versione accorciata della Indigo con lo scopo di ridurre i costi di produzione e di poter andare incontro ad una clientela più vasta. Le Indigo XL e CS non saranno importate in Europa.

### Restyling 2007
Al Salone Internazionale di Ginevra 2007 la Tata presenta la Indigo (in versione SW) ristilizzata; le principali modifiche riguardano i paraurti anteriori e posteriori, mascherina frontale, interni migliorati nell'assemblaggio, nuova gamma di allestimenti LX, GLX, e Fiore (quest'ultimo per il mercato italiano dotato di interni in pelle), nuovi cerchi in lega e motorizzazioni bifuel (GPL o Metano). La Sedan ristilizzata sarà presentata al Salone di Nuova Delhi edizione 2007.

### Motorizzazioni
In Italia la Indigo inizialmente era proposta con la sola motorizzazione 1.4 TDi turbodiesel a quattro cilindri con distribuzione a due valvole per cilindro ed iniezione indiretta capace di 72 cavalli, in grado di garantire costi di gestione solo modesti: si trattava di un motore diesel ormai di vecchia concezione che non era in grado di soddisfare le richieste del pubblico europeo e per questo dal 2006 si aggiunse anche il 1.4 benzina 16 valvole da 86 cavalli disponibile anche con impianto a gas GPL oppure a metano montato dalla Landi Renzo. Con il restyling del 2007 il motore 1.4 TDi è stato sostituito dal nuovo 1.4 Dicor a iniezione diretta common-rail capace di 71 cavalli (uno in meno) ma di consumi ed emissioni nocive inferiori. Solo per il mercato indiano era disponibile il 1.4 benzina 16V potenziato fino a 101 cavalli.
| Modello   | Motore                       | Cilindrata | Potenza        | Emissioni CO2 (g/Km) | 0–100 km/h (secondi) | Velocità max (Km/h) | Consumo medio (Km/l) |
| --------- | ---------------------------- | ---------- | -------------- | -------------------- | -------------------- | ------------------- | -------------------- |
| 1.4 8V    | 4 cilindri in linea, Benzina | 1.405 cm³  | 63 kW (86 CV)  | 165                  | 11,1                 | 160                 | 14,3                 |
| 1.4 16V   | 4 cilindri in linea, Benzina | 1.405 cm³  | 74 kW (101 CV) | -                    | 11,0                 | 165                 | 13,4                 |
| 1.4 TDi   | 4 cilindri in linea, Diesel  | 1.396 cm³  | 53 kW (72 CV)  | -                    | 17,0                 | 145                 | 16,1                 |
| 1.4 Dicor | 4 cilindri in linea, Diesel  | 1.396 cm³  | 52 kW (71 CV)  | 138                  | 16,0                 | 155                 | 19,2                 |

## Seconda serie (dal 2009)
La seconda generazione della Indigo debutta nell'ottobre del 2009 in India con produzione prevista nello stesso periodo ed inizio delle consegne sul mercato interno per il 2010. La casa ha denominato la nuova autovettura Indigo Manza per differenziarla dalla precedente serie di Indigo rimasta in produzione. Realizzata sul nuovo telaio di base X1 utilizzato già della Indica Vista la nuova Indigo Manza è lunga 4,41 metri ed è disponibile con la sola carrozzeria berlina quattro porte con tre volumi. La Indigo Manza non viene importata in Europa.
La Manza viene progettata in collaborazione con Fiat e numerosi organi meccanici sono condivisi con i modelli Grande Punto e Linea assemblati presso gli stabilimenti Tata di Pune, la base X1 ricalca il classico schema con motore in posizione trasversale e trazione anteriore. Le sospensioni dell'avantreno sono configurate secondo lo schema a ruote indipendenti con montante MacPherson mentre al retrotreno è stato adottato lo schema a ruote interconnesse da un ponte torcente con barra stabilizzatrice. L'impianto frenante sfrutta dischi auto ventilati all'anteriore e tamburi al posteriore.
Esteticamente l'evoluzione stilistica è stata leggera rispetto alla precedente Indigo, in particolare il frontale riprende l'impostazione della Indica Vista con gruppi ottici estesi dai paraurti fino ai parafanghi e bande cromate presenti sulla calandra che donano un tocco di classe. Infatti la stessa Tata ha voluto posizionare sul mercato la nuova Indigo Manza un gradino più in alto rispetto alla precedente serie migliorando la qualità degli assemblaggi dei vari lamierati. La fiancata e la coda presentano lievi cromature e alcune appendici aerodinamiche. Il bagagliaio possiede un volume pari a 460 litri.
Negli interni è visibile il maggiore passo in avanti rispetto alla produzione Tata. La plancia possiede un design morbido con il quadro strumenti avvolto da una grande palpebra che si estende a coprire persino ilo mobiletto centrale con i comandi del computer di bordo. La plastica utilizzata è morbida con assemblaggi abbastanza precisi ma nelle parti basse la casa ha preferito adottare dei materiali rigidi. L'impianto audio è stato posizionato tra le bocchette del climatizzatore e i pulsanti per il controllo manuale della ventilazione. L'autoradio supporta file in formato CD ed MP3 ed è disponibile anche la connessione bluetooth per cellulari e l'ingresso USB per connettere gli iPod. 
A seconda degli allestimenti la Indigo Manza può essere equipaggiata con sistema anti bloccaggio delle ruote motrici (ABS) e doppio airbag frontale.
Due le motorizzazioni disponibili: un 1.4 SaFire 16V di origine Fiat a quattro cilindri con iniezione elettronica e 90 cavalli di potenza massima per una coppia motrice di 116 N·m disponibili a 4.750 giri al minuto mentre il diesel è il classico 1.3 Multijet 16 valvole capace sempre di 90 cavalli con 200 N·m di coppia massima disponibili a 1.750 giri al minuto. Entrambi i propulsori sono abbinati al cambio manuale a cinque rapporti.

### Motorizzazioni Indigo Manza
| Modello       | Disponibilità | Motore  | Cilindrata (cm³) | Potenza       | Coppia Massima (Nm) | Emissioni CO2 (g/Km) | 0–100 km/h (secondi) | Velocità max (Km/h) | Consumo medio (Km/l) |
| ------------- | ------------- | ------- | ---------------- | ------------- | ------------------- | -------------------- | -------------------- | ------------------- | -------------------- |
| 1.4 Safire    | dal 2009      | Benzina | 1368             | 62 kW (90 Cv) | 116                 | 165                  | 12.0                 | 160                 | 14.3                 |
| 1.3 Quadrajet | dal 2009      | Diesel  | 1248             | 62 kW (90Cv)  | 200                 | 129                  | 12.0                 | 170                 | 20.4                 |